# 스테이 튠
《스테이 튠》(영어: Stay Tuned)은 미국에서 제작된 피터 하이엄스 감독의 1992년 판타지 코미디 영화이다. 존 리터, 팸 도버, 제프리 존스, 유진 레비 등이 출연하였고, 제임스 G. 로빈슨 등이 제작에 참여하였다.

## 출연
- 존 리터
- 팸 도버
- 제프리 존스
- 데이비드 톰
- 헤더 매콤
- 밥 디시
- 유진 레비
- 에릭 킹
- 돈 캘파
- 수전 블러머트
- 조지 그레이
- 페이스 민턴
- 돈 파도
- 루 알바노
- 솔트앤페파
- 로라 해리스
- 지아니 루소
- 제리 와서먼
- 셰인 마이어
- 서지 후드
- 케빈 맥널티

## 기타 제작진
- 애니메이션 제작: 린다 존스 클러프
- 공동 제작: 안 슈밋
- 배역: 린 스톨매스터
- 미술: 필립 해리슨
- 세트: 앤마리 코빗, 린 맥도널드, 로즈 마리 맥셰리
- 의상: 조 I. 톰프킨스